# فريزر مور
فريزر مور (بالإنجليزية: Frazier Moore) هو صحفي أمريكي، ولد في 4 أبريل 1951.